# آگنیشگا ویلگوش
آگنیشگا ویلگوش (لهستانی: Agnieszka Wielgosz؛ زادهٔ ۱۹ سپتامبر ۱۹۷۲) بازیگر اهل لهستان است.
از فیلم‌ها یا مجموعه‌های تلویزیونی که وی در آن‌ها نقش داشته‌است، می‌توان به فرصت دوباره، خانه کشیش، پدر متیو، عشق بزرگ کوچک، ماگدا ام.، عشق اول، در خوشی و سختی، ع چون عشق و در خیابان سپولنی اشاره نمود.